# Vieuella anchoralis
Vieuella anchoralis är en skalbaggsart som beskrevs av Ruter 1964. Vieuella anchoralis ingår i släktet Vieuella och familjen Cetoniidae. Inga underarter finns listade i Catalogue of Life.